# Morgoth

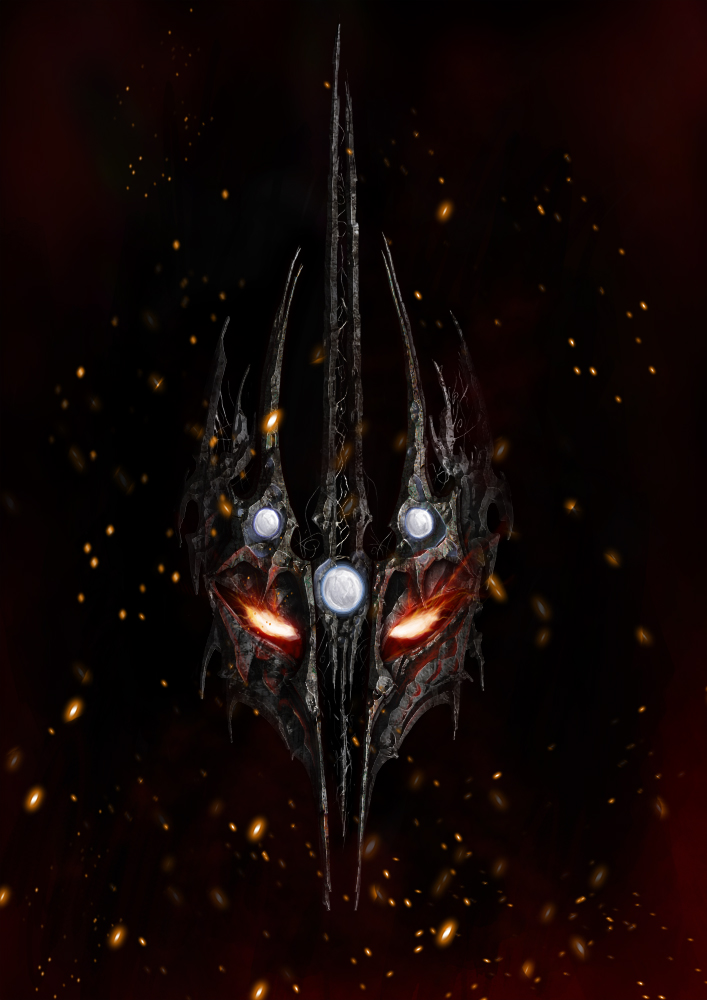
Kresba Morgotha

Morgoth Bauglir („Černý nepřítel“) je literární postava ve fantasy příbězích o Středozemi J. R. R. Tolkiena, první Temný pán, jemuž byl Sauron, pozdější nositel téhož titulu, pouhým služebníkem. Původně se jmenoval Melkor („Ten, který povstává v moci“, ale též „Démon tmy“) a jako nejmocnější Ainu byl jedním z Valar, ale stal se Nepřítelem a přestal být mezi Valar počítán. Jméno Morgoth („Temný nepřítel světa“) obdržel od Fëanora poté, co zabil jeho otce Finwëho. Ve válce hněvu je znovu zajat, spoután řetězem Angainorem. Ze železné koruny mu je ukován obojek na krk a hlava sehnuta ke kolenům.  Takto spoutaného ho pak vystrčili Valar do bezčasého prázdna za hradbami světa. Je sice předpovězeno, že odtud jednou uteče a bude zabit v bitvě Dagor Dagorath (Bitva všech Bitev), avšak k tomuto v knize nedošlo.

## Jméno
Morgoth je jméno v sindarštině a znamená „Černý (Temný) nepřítel“; Bauglir je také sindarské jméno znamenající „Tyran“ nebo „Utiskovatel“. Morgoth Bauglir je vlastně epiteton. Jeho jméno poprvé zmíněno v Ainulindalë je Melkor, což v quenijštině znamená „Ten, který povstává v moci“. Měl také jméno ve Valarinu, které však není nikde zmíněno. Sindarský ekvivalent k Melkorovi je Belegûr, nebylo však nikde použito. V Pádu Gondolinu je nazýván jako Melko (v rejstříku je uvedena poznámka, že se jedná o pozdější podobu jména Melkor). Stejně jako Sauron měl mnoho dalších titulů: Pán Temnoty, Temná moc (síla) severu a Velký nepřítel.

## Život

### Ainulindalë
Před stvořením Ardy byl Melkor nejmocnějším Ainu. Strávil dlouhý čas hledáním tajného ohně. Na rozdíl od ostatních Ainur byl Melkor pyšný a chtěl být sám stvořitelem a vládcem svého vlastního světa.
Během Hudby Ainur se pokusil změnit Hudbu a vložit do ní své vlastní myšlenky. Někteří Ainur se k němu v tomto přidali a oponovali Eruovi v hlavním tématu Hudby. Ironicky tím zvýšil krásu Eruových úmyslů, když v ní projevil svou smutnou disharmonii. Hudba Ainur byla „šablonou“ pro celé dějiny a hmotu Ardy (vesmír byl jejím obrazem).

### Quenta Silmarillion
Po Stvoření mnoho Ainur vstoupilo do Eä. Nejmocnějšími byli Valar nebo Mocnosti světa; menšími byli Maiar, kteří byli jejich pomocníky. Začali vytvářet svět (Ardu) podle Eruových témat tak, jak jim rozuměli. Melkor a jeho stoupenci vstoupili do Eä, kde ničili a poškozovali práci druhých.

### První válka Valar s Morgothem
Nakonec do Ardy vstoupil Tulkas a zahnal jej do vnější temnoty. To však dlouho netrvalo. Zatímco ostatní Valar dleli na Almarenu, Melkor si tajně založil na dalekém severu pevnost Utumno a pokazil počínající Jaro Ardy. Měl rovněž zásadní podíl na zničení Dvou lamp. Někdy v té době také vztyčil Mlžné hory a Železné hory, jako Oromëho překážku v jízdě.
Melkor byl prvním, kdo si uvědomil Probuzení elfů, a některé z prvních elfů unesl a (pravděpodobně) z nich mučením a našeptáváním stvořil ohavné plemeno skřetů jako výsměch Eru Ilúvatarovi. Melkorovi služebníci se záměrně k elfům přibližovali na koních, jako prevence proti setkání s Oromëm, který sám jezdil na velkém koni. Jakmile však Valar poprvé shledali že elfové procitli, hned vytáhli proti Melkorovi, porazili ho a svázali svým řetězem po dobu tří věků v síních Mandosu.

### Propuštění a zničení Dvou stromů
Po propuštění se mohl svobodně pohybovat po Amanu, kde mezi Noldor zasel strašlivé lži. Melkor prahl po Fëanorových silmarilech a proto jednoho dne spolu s Ungoliant zničil světlo Dvou stromů, ukradl silmarily a zabil přitom Finwëho, prvního Velekrále Noldor. Jeho syn Fëanor za to Melkora proklel a nazval jej Morgothem, Temným nepřítelem světa.
Morgoth se vrátil do své staré pevnosti Angbandu, jelikož Utumno bylo zničeno během jeho první porážky, a kde se opět spojil se Sauronem a balrogy.

### Válka s Noldor
Celý První věk vedl Morgoth strašlivé války s Noldor, Sindar a Edain. Během těchto válek, které trvaly 597 let, opustil svou pevnost Angband pouze dvakrát. Poprvé se tak stalo, když se probudili lidé, aby jim přišel zasít strach do srdcí a donutil je sloužit mu. Podruhé vyšel na Fingolfinovu výzvu k boji v roce 455. Svedli spolu souboj, ve kterém Morgoth Fingolfina zabil, ale sám utrpěl sedm zranění a od té doby kulhal na jednu nohu a byl poškrábán orlem Thorondorem, který zachránil Fingolfinovo tělo před zohavením.

### Porážka Morgotha
Morgothovi se stal osudným odvážný čin Eärendila, který doplul do Eldamaru a prosil za Dvě plemena o odpuštění. Poté lid Valar vytáhl do Války hněvu, v níž byl Morgoth poražen a byl vystrčen za Hradby noci. Odtud se nevrátí až do Dagor Dagorathu, Bitvy bitev, kterou zahájí zničením Slunce i Měsíce, bude bojovat s Tulkasem.

## Strašlivé věci jež Morgoth vykonal
- zkažení Ardy na počátku jejích dnů
- zboření Dvou lamp
- vyšlechtění skřetů
- zničení Dvou valinorských stromů Laurelinu a Telperionu
- prolití první krve v Amanu - zabití Finwëho
- krádež silmarilů
- kletba Húrinova rodu, jak je popsáno v Narn i Hîn Húrin

## Nečistí tvorové vyšlechtění Morgothem
- balrogové - Morgothem svedení Maiar
- skřeti – reakce na krásu a moc Ilúvatarových dětí
- skalní obři a zlobři – reakce na enty
- draci
- vrrkové, vlkodlaci, vlkodavci
- netopýři, upíři
- obří pavouci – zrozeni pavoučnicí Ungoliant, jež mu sloužila

## Koncept a charakteristika
Postava Melkora, která se objevuje v knihách J. R. R. Tolkiena Silmarillion a Húrinovy děti, hraje významnou roli v celé Tolkienově mytologii. Představuje personifikaci zla ve Středozemi. Morgoth ukazuje pozdějším generacím (čtenářům) morální varování. Zobrazuje jak zlo, pýchu, nenasytnost a touhu po moci, tak jeho pád a destrukci, které z jeho zla pocházejí. Jeho příběh také vysvětluje existenci zla v jinak nevinných lidských životech a bolest, kterou postavy Středozemě trpí.
Jeho role je založena na Satanovi (Luciferovi) v křesťanství. V dějinách Středozemě hraje Morgoth roli velkého nepřítele, největšího nepřítele Ardy Prvního věku.